# Georg Amend
Georg Amend (* 19. Dezember 1899 in Ohlangen; † nach 1947) war Präsident des Reichsaufsichtsamts für Privatversicherung.

## Leben und Wirken
Georg Amend war der Sohn von Georg Amend und dessen Ehefrau Juliane geborene Merl. Gegen Ende seiner Gymnasialzeit 1917 trat er in das Militär ein und gehörte u. a. dem Ersatzkommando der Fußartillerie-Regimenter an und nahm am Westfeldzug teil. 1919 wurde er demobilisiert und zurück nach Pfraunfeld entlassen, wo sein Vater als Hauptlehrer tätig war.
Amend trat zum 1. April 1933 der NSDAP bei (Mitgliedsnummer 1.663.569). In der Zeit des Nationalsozialismus unterstand er dem Reichsschatzmeister der NSDAP, Franz Xaver Schwarz, als dem Generalbevollmächtigten Adolf Hitlers in allen vermögensrechtlichen Angelegenheiten dieser Partei. Schwarz war sein Schwiegervater. Als Hauptstellenleiter stand Amend seit 1936 zunächst kommissarisch und dann offiziell dem Amt für Versicherungswesen der NSDAP vor und arbeitete eng mit Schwarz zusammen.
Im Oktober 1939 wurde Amend neuer Präsident des Reichsaufsichtsamtes für Privat-Versicherung in Berlin, wodurch sich die Politik dieses Amtes gegenüber den Juden änderte. Er folgte dem parteilosen Rudolf Widmann, der auf Bestreben von Hermann Göring aus dem Amt gedrängt wurde.
Er gehörte außerdem der Obersten SA-Führung an und wurde dort 1943 zum Standartenführer befördert.